# Тунси, Али
Али Тунси (араб. علي تونسي‎, фр. Ali Tounsi) (1936 — 25 февраля 2010) — директор Службы национальной безопасности Алжира в 1995—2010 годах, полковник.

## Профессиональная карьера
Родился в семье тунисца, капитана французской армии в отставке Тонси аль-Тайеба. В раннем детстве семья переехала в Мекнес (Марокко).
Во время войны за независимость имел псевдоним Си Аль-Гути, и работал в службе информации и новостей Министерства вооружений и общественных связей временного правительства. Был членом Всеобщего союза алжирских студентов-мусульман (UGEMA) и активистом Фронта национального освобождения, участвовал во всеобщей забастовке 19 мая 1956 года, в том же году вступил в ряды Армии национального освобождения. В 1957 начал обучение в Политико-административной школе. В 1959 году был взят в плен во время боестолкновений в Сиди-Бель-Аббесе. Был освобожден только после обретения Алжиром независимости в 1962 году.
После обретения независимости поступил в Службу военной разведки и был близок с президентом Хуари Бумедьеном и директором разведки Касди Мербахом. В качестве заместителя руководителя отвечал за создание и организацию органов военной безопасности, был на должности до 1980. Также занимал должность директора Департамента военных видов спорта до 1984 и директора Военного училища наук о Земле. До 1986 занимал должность начальника Службы разведки Алжира. В 1988 году вышел в отставку в звании полковника.
Был президентом федерации тенниса Алжира в течение пяти лет и вице-президентом Олимпийского комитета Алжира.
В 1995 году президент Ламин Зеруаль назначил его директором Службы национальной безопасности (DGSN) — национального органа контрразведки. На этой должности он занимался, в основном, борьбой с исламским терроризмом. Сразу после вступления в должность инициировал ряд реформ в системе обучения с целью повышения профессионализма подчинённых и был автором лозунга «Гражданин – основа безопасности, полиция – не что иное, как инструмент». Приближая полицию к гражданам и улучшая её имидж, за время своего пребывания в должности смог увеличить число лиц, связанных с национальной безопасностью, до более чем 160 000 и увеличить ежегодную квоту на трудоустройство до 15000, а также открыл набор для 10000 женщин.
В 2007 году исламистами было совершено на него неудачное покушение.

## Убийство
25 февраля 2010 года был застрелен в штаб—квартире разведслужбы Алжира во время служебного совещания. По информации полиции, убийцей был его заместитель, 66—летний полковник Шуайб Улташ, который также получил тяжёлые ранения при задержании (по другой версии, пытался застрелиться сам). Сообщалось, что убийство начальника контрразведки не имело отношения к деятельности исламистов, а было связано с профессиональным конфликтом: Улташ подозревался в коррупции (5 марта 2021 года он приговорён к пожизненному заключению).
Похоронен на кладбище Эль-Алия в пригороде Алжира.